# ريكيا كاوامي
ريكيا كاوامي (باليابانية: 川前 力也) (20 أغسطس 1971 في كاغاوا في اليابان – )؛ هو لاعب كرة قدم ياباني سابق كان يلعب كمدافع.

## وصلات خارجية
- ريكيا كاوامي على موقع رابطة كرة القدم اليابانية للمحترفين (اليابانية)
- ريكيا كاوامي على موقع عالم كرة القدم.نت (الإنجليزية)